# Neuapostolische Kirche Coswig (Anhalt)
Die Neuapostolische Kirche in Coswig steht direkt an der Bundesstraße 187 auf einem Hügel und ist ein markantes Gebäude der Stadt Coswig (Anhalt).

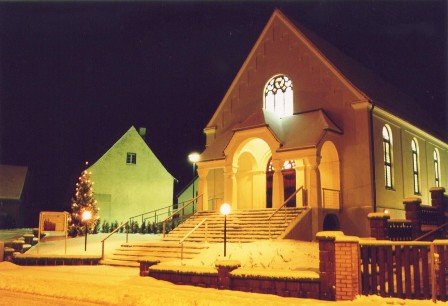
Kirchengebäude im Jahr 2002

## Geschichte
Seit 1868 werden in Coswig (Anhalt) Versammlungen der damaligen Allgemeinen christlichen apostolischen Mission (später Neuapostolische Kirche) abgehalten. Gründer der Gemeinde war der Coswiger Korbmacher und spätere Bischof Franz Hübner, der sich bereits 1860 in Hamburg zur katholisch-apostolischen Gemeinden bekannte. Nachdem er 1863 in Holland, als Sendungsevangelist beauftragt, mehrere Gemeinden gründete, kehrte er 1866 in seine Heimatstadt Coswig zurück und hielt erste Versammlungen.
Die Gemeinde wuchs schnell, so dass in den darauffolgenden Jahren in der Umgebung durch die reichliche Evangelisationstätigkeit der Mitglieder viele neue Gemeinden entstanden.
Nach dem Tod des Apostels Carl Wilhelm Louis Preuß hielt sich die Coswiger Gemeinde an Apostel Friedrich Wilhelm Schwarz, Menkhoff und Krebs und wurde zur apostolischen Gemeinde.
Im Jahr 1881 wurde der christlich-religiöse Verein zu Coswig gegründet. Damit war es möglich auch offiziell Versammlungen abzuhalten. Vier Jahre später errichtete man in Coswig die erste gemeindeeigene Kapelle Mitteldeutschlands, die am 30. August 1885 eingeweiht wurde.
Ab 1888 war Coswig auch die Bezirksgemeinde des neu gegründeten Kirchenbezirks Coswig. Im Jahre 1893 erhielt der Bezirksälteste Franz Hübner die Anklage, ohne Studium das Wort auszulegen und Gottesdienste zu halten. Nach mehreren Verhandlungen gewann er den Prozess, und die Neuapostolische Kirche Sachsen-Anhalt wurde mit dem Vorsitzenden Franz Hübner staatlich anerkannt. 1901 erhielt Franz Hübner das Bischofsamt, das er bis zur Inruhesetzung 1911 innehatte. Die Amtsnachfolge trat der spätere Bischof Carl Knape an.
In den folgenden Jahren wuchsen Gemeinde und Bezirk heran, so dass der Bezirk Coswig in mehrere neue Kirchenbezirke aufgeteilt wurde. In den 1980er Jahren wurde die Bezirksgemeinde in den Nachbarort Dessau verlegt.

## Gebäude

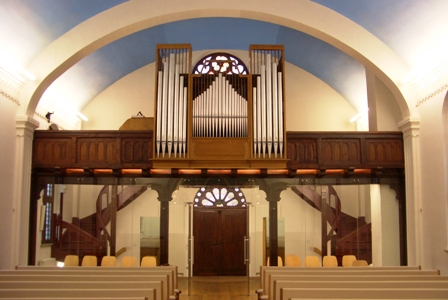
Orgelprospekt und Empore 2007

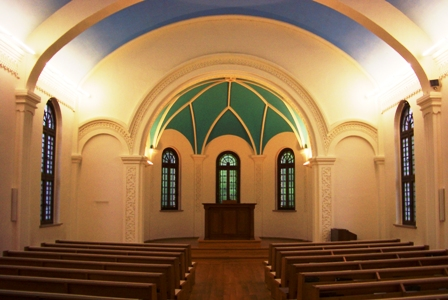
Altaransicht 2007

Das jetzige markante Kirchengebäude der Neuapostolischen Gemeinde wurde am 29. November 1925 eingeweiht, weil die 1885 gebaute Kapelle zu klein wurde. Architekt war der Coswiger Baumeister Dorn. Das Kirchenschiff ist neun Meter breit, 24 Meter lang und acht Meter hoch. Es verfügt über eine Holzempore auf der 1954 eine Pfeifenorgel installiert wurde, die leicht verändert noch heute spielt. Architektonisch interessant ist die für neuapostolische Kirchenbauten untypische Apsis sowie der Korbdachbogen und die bunten Bleiglasfenster. Das Orgelfenster an der Giebelseite zur Hauptstraße zeigt ein englisches Kleeblattkreuz. Der Aufgang zur Kirche erfolgt über eine breite offene Treppe durch ein mit Säulen gestütztes Vordach.
Nach der aufwendigen Sanierung im Jahre 2002 hat die Kirche nun im unteren Geschoss mehrere Nutzräume für Kinder- und Jugendbetreuung, Zusammenkünften sowie eine Küche, moderne Toiletten und die Sakristei. Mit der Sanierung erlebte das Gebäude auch einen Rückbau in den annähernden Urzustand von 1925, da in den 1950er und 1980er Jahre die Kirche durch zusätzliche Wände und Verkleidungen verbaut wurde. Die Planung und Bauleitung realisierte der Potsdamer Architekt Manuel Felix Köhler, welcher auch für die moderne Farbgebung verantwortlich ist.